# إميلي تشان
إميلي تشان (بالملايوية: Emily Chan) هي متزلجة فنية وممثلة ماليزية، ولدت في 11 أغسطس 1997 في باسادينا في الولايات المتحدة.

## وصلات خارجية
- الموقع الرسمي
- إميلي تشان على موقع الاتحاد الدولي للتزلج (الإنجليزية)
- إميلي تشان على موقع الاتحاد الدولي للتزلج (الإنجليزية)